# Heterogyna
Los heteroginaidos (Heterogynaidae) son una pequeña familia de himenópteros apócrtios de dudosa clasificación (sólo se describen 8 especies en un solo género, Heterogyna). Son pequeñas avispas esfeciformes que se encuentran en Madagascar, Botsuana, y el este del mar Mediterráneo. Las hembras son típicamente braquípteras, y su biología es completamente desconocida.
Era considerada como un taxón hermano del resto de la superfamilia Apoidea. Pero ahora se lo considera relacionado con Crabronidae o, más recientemente como un linaje de Bembicinae.

## Especies
- Heterogyna botswana
- Heterogyna fantsilotra
- Heterogyna kugleri
- Heterogyna madecassa
- Heterogyna polita
- Heterogyna protea
- Heterogyna ravenala